# La grande onda di Kanagawa
La grande onda di Kanagawa (神奈川沖浪裏?, Kanagawa okinami ura, lett. "Una grande onda al largo di Kanagawa") è una xilografia in stile ukiyo-e del pittore giapponese Hokusai realizzata tra il 1830 e il 1833.
È la prima e più celebre opera della serie intitolata Trentasei vedute del Monte Fuji (富嶽三十六景?, Fugaku sanjūrokkei), oltre a essere la più famosa nel suo genere e una delle immagini più conosciute al mondo.
Di dimensioni 25,7 × 37,9 cm, raffigura un'onda tempestosa che minaccia alcune imbarcazioni al largo di una zona corrispondente all'odierna prefettura di Kanagawa; come in tutte le altre rappresentazioni di questa serie, sullo sfondo compare il Fuji. Sebbene venga vista come l'opera più rappresentativa dell'arte giapponese, in realtà essa combina in egual misura elementi tradizionali della pittura orientale e caratteristiche tipiche dello stile occidentale. Ottenne immediato successo sia in patria che in Europa, contribuendo alla nascita del giapponismo nella seconda metà del XIX secolo. Dal XX secolo in poi la sua popolarità crebbe ancora, diffondendosi molto anche nella cultura di massa, venendo spesso copiata e parodiata.
È possibile trovare diverse copie dell'opera conservate in svariati musei del mondo, tra cui il Metropolitan Museum of Art di New York, il British Museum di Londra, l'Art Institute of Chicago, la National Gallery of Victoria di Melbourne, la Biblioteca nazionale di Francia di Parigi, la Casa Museo Palazzo Maffei di Verona, il Civico Museo d'Arte Orientale di Trieste, il Museo d'arte orientale di Torino, il Museo d'arte orientale Edoardo Chiossone di Genova e il Museo Kvadrat 500 di Sofia.

## Storia

### La tradizione cinese e giapponese della pittura paesaggistica
Durante la fase di composizione dell'opera, Hokusai si trovava in un periodo della sua vita particolarmente stressante e difficoltoso. Afflitto da gravi problemi economici e tormentato da problemi di salute, dopo la morte della moglie nel 1828 fu costretto a prendersi cura del nipote e accollarsi i suoi debiti: ripercussioni finanziarie che pesarono sulla sua attività per gli anni a venire e, probabilmente, furono il motivo per cui egli decise che il tema principale della serie Trentasei vedute del Monte Fuji sarebbe stato il contrasto tra la sacralità del Fuji e la vita secolare. Prima di giungere al concepimento de La grande onda, considerata la sua opera più conosciuta, Hokusai sperimentò tale concetto già dalle sue prime illustrazioni e stampe, traendo ispirazione dagli elementi tradizionali della pittura giapponese e cinese, come dagli influssi dello stile occidentale.
Hokusai prese ispirazione per la raffigurazione delle onde e del movimento dell'acqua dallo stile shan shui, forma artistica originaria della Cina i cui soggetti più ricorrenti sono montagne, fiumi e cascate. Nei dipinti shan shui, tuttavia, raramente la natura viene raffigurata come forza divina in grado di condizionare la vita umana, e per questo motivo è probabile che le prime illustrazioni di Hokusai risentano soprattutto dell'influenza dello stile giapponese yamato-e (大和絵?), in cui la forza dell'acqua e il potere delle onde sono sovente utilizzate per dare risalto agli sforzi umani. Combinando i tratti principali di queste due forme artistiche, Hokusai pubblicò tra il 1822 e il 1823 la serie di miniature Motivi moderni per pettini e pipe (今様櫛雛形?, Imayō sekkin hinagata) tra le quali alcune raffigurano il Monte Fuji e le onde, sebbene non ancora in combinazione; in un'altra alcuni pescatori gettano delle reti, mentre le loro oshiokuri-bune sono in balia dei flussi delle onde.

### L'importanza dello stile europeo
Durante il periodo Edo (1603-1868) in Giappone vigeva una politica di isolazionismo (sakoku) voluta dallo shogunato Tokugawa che inibiva qualsiasi contatto con l'esterno ad eccezione di pochi scambi commerciali con cinesi, coreani e olandesi. L'accordo con questi ultimi per il Paese asiatico costituiva l'unico accesso verso l'Occidente, ma garantiva comunque la possibilità di trarre beneficio da culture differenti, le quali finirono per avere un profondo effetto su molti aspetti della vita giapponese, comprese le arti. Nel campo della pittura erano molto apprezzati la precisione e il realismo caratteristici dello stile occidentale, che andarono a influenzare diversi artisti nipponici del tempo, tra i quali il più noto è Shiba Kōkan (1747-1818). Egli, a sua volta, fu fonte di grande ispirazione per Hokusai, il quale pubblicò nel 1797 Primavera a Enoshima (江ノ島春望?, Enoshima shunbō), un'immagine con gli stessi elementi che compongono l'opera di Kōkan Veduta di Shichirigama vicino a Kamakura nella provincia di Sagami (相州鎌倉七里ヶ浜図?, Sōshū Kamakura Shichirigahama no zu), pubblicata nel 1796. Entrambe le opere ricorrono alla tecnica europea dell'uso della prospettiva per tradurre sul foglio la profondità degli spazi, con i pescatori sulla spiaggia di Enoshima in primo piano e il Fuji sullo sfondo: in passato quest'ultimo era stato sempre raffigurato in primo piano dando risalto al suo significato religioso, ma nel periodo Edo si assistette per la prima volta a un'inversione di tendenza, determinata dall'influenza che la pittura europea stava avendo su quella giapponese in quegli anni.

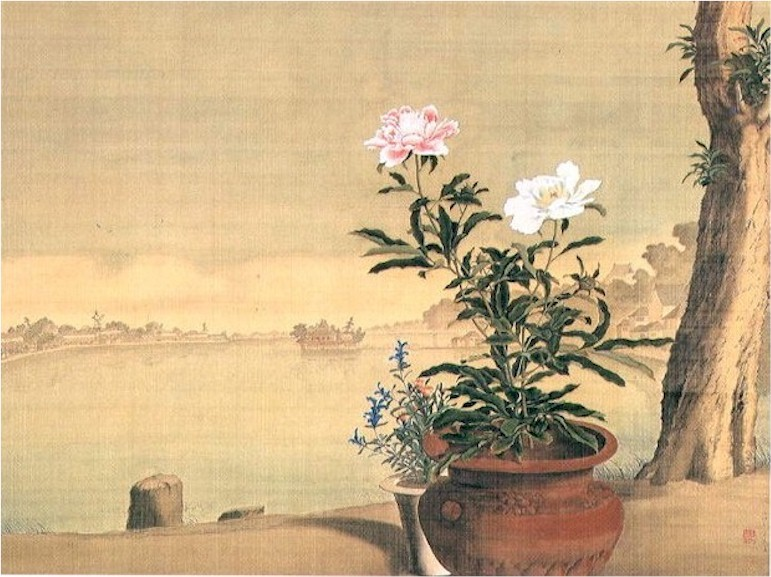
Toeizan shinobazuike di Naotake Odano (circa 1770), esempio di influenza occidentale sulla pittura giapponese.
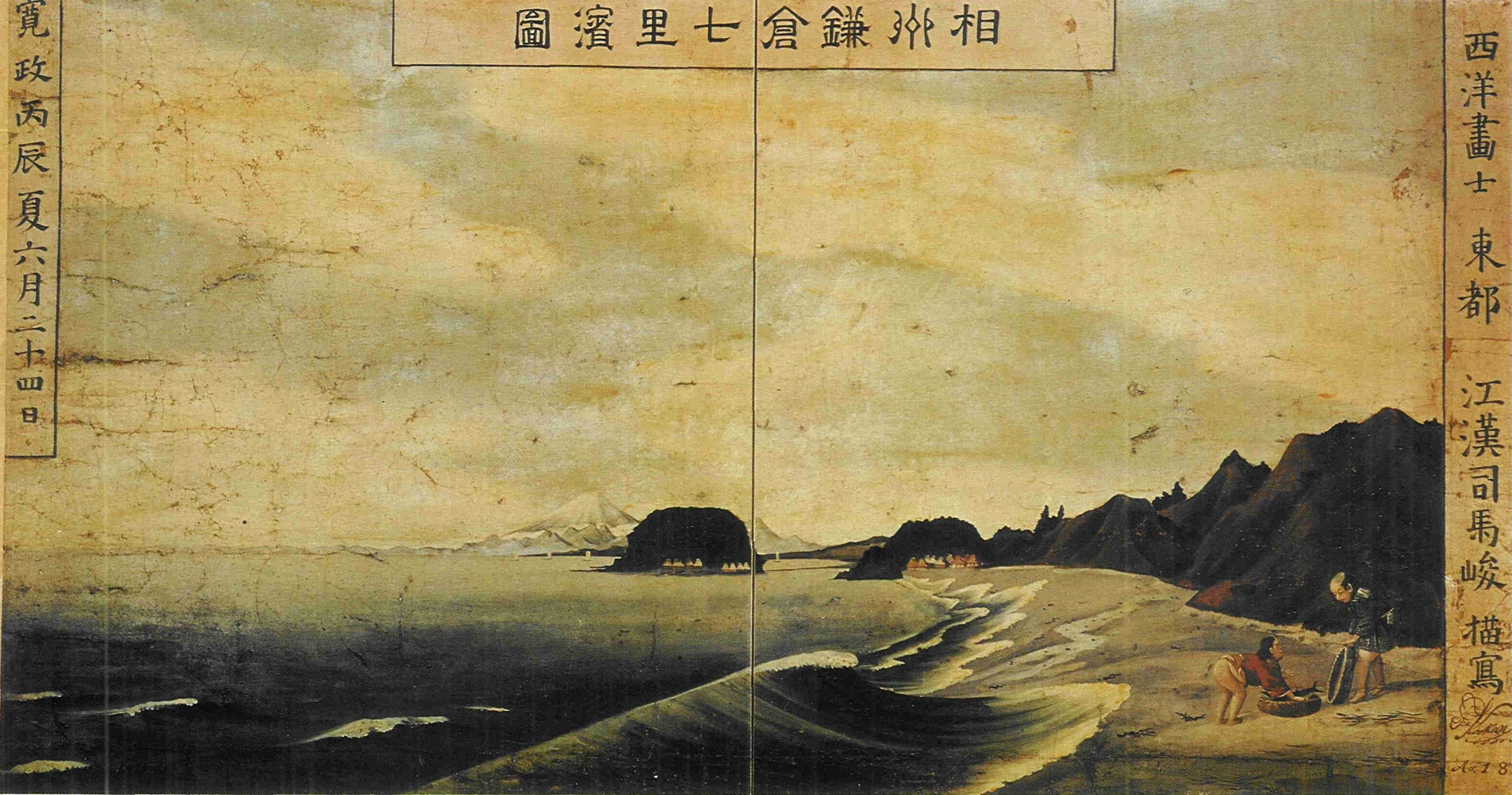
Veduta di Shichirigama vicino a Kamakura nella provincia di Sagami di Shiba Kōkan (1796).
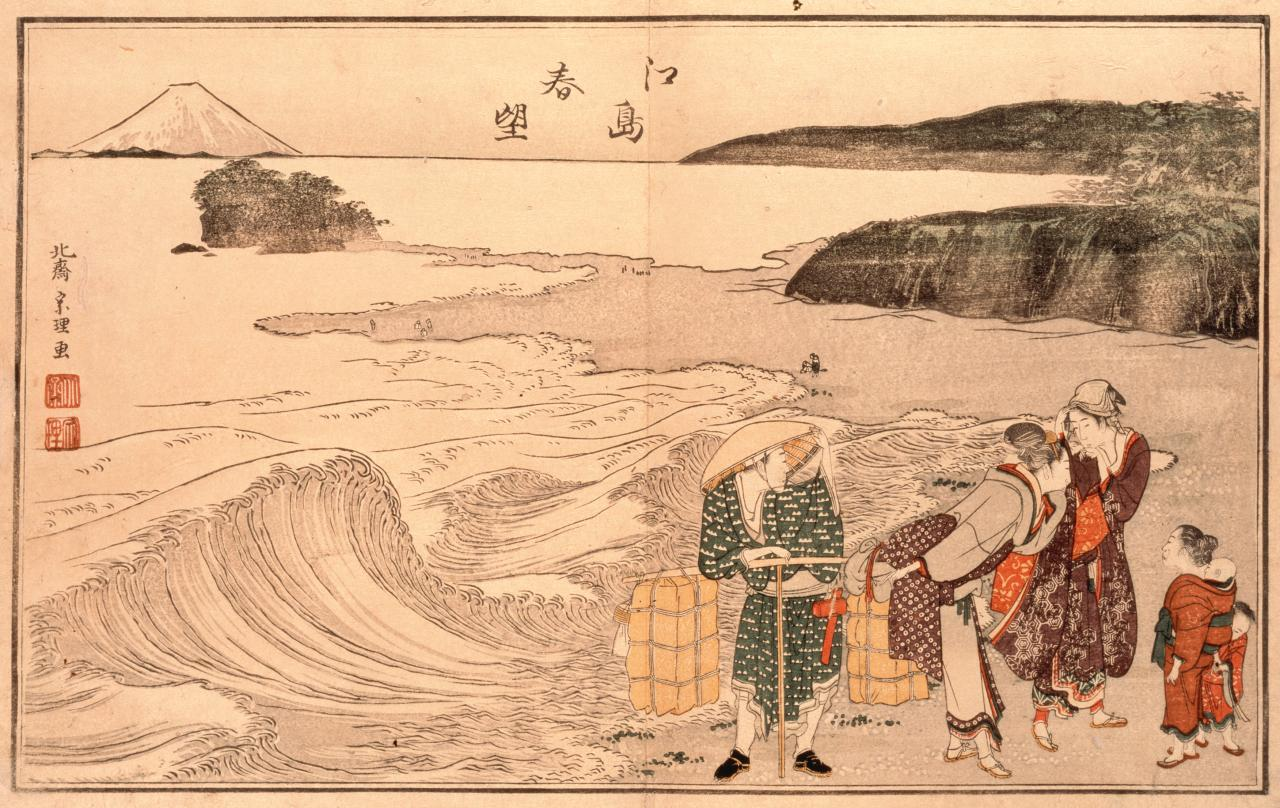
Primavera a Enoshima di Hokusai (1797).
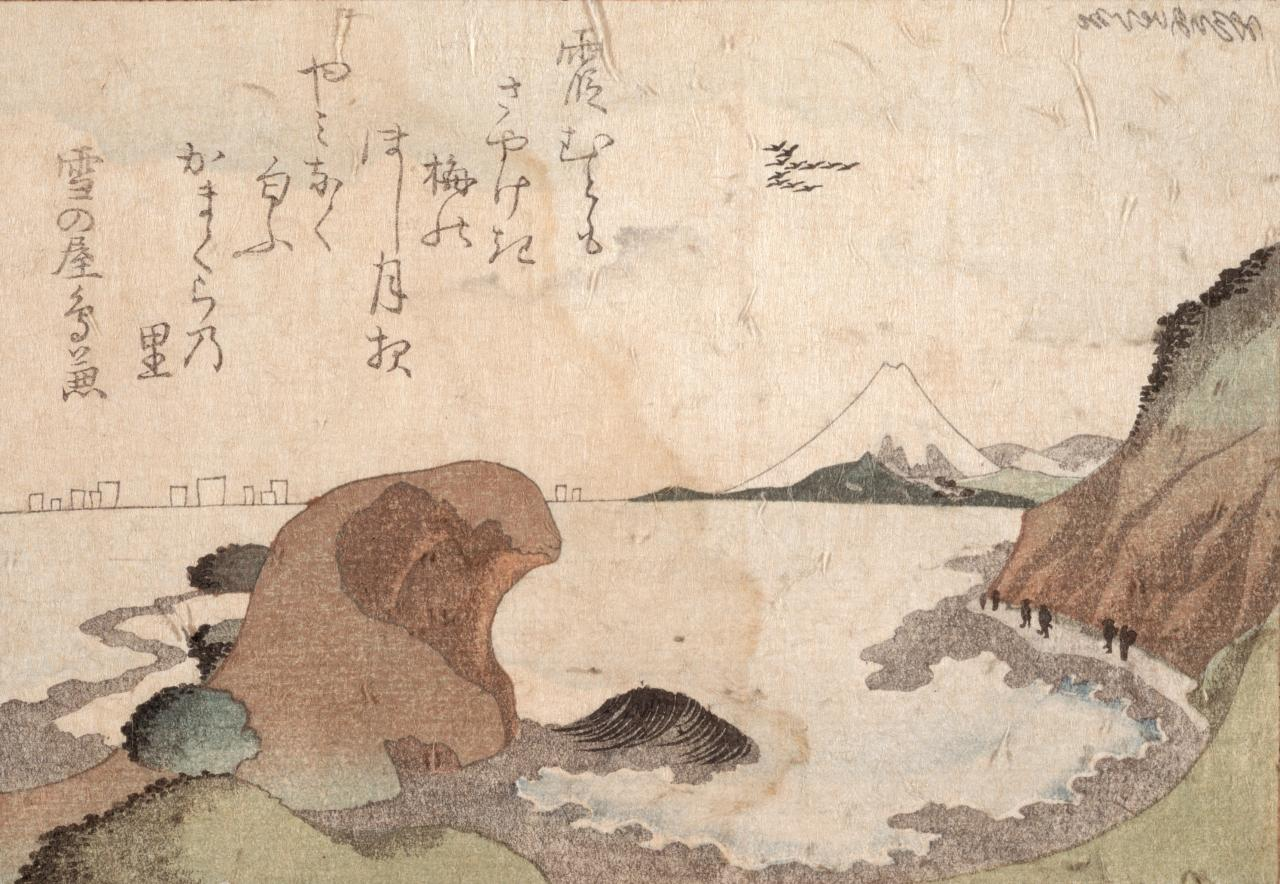
Enoshima e Monte Fuji (circa 1800), surimono in cui Hokusai riprende gli stessi elementi di Primavera a Enoshima.

### Un'idea portata avanti per trent'anni
Nei primi anni del XIX secolo Hokusai pubblicò altre due opere in stile occidentale che possono essere considerate i precursori de La grande onda. Si tratta di Veduta di Honmoku vicino a Kanagawa (賀奈川沖本杢之図?, Kanagawa oki Honmoku no zu) e di Imbarcazioni da trasporto in mezzo alle onde (おしをくりはとうつうせんのづ?, Oshiokuri hatō tsusen no zu). In entrambe le immagini il primo piano è occupato essenzialmente da un'enorme onda raffigurata nell'atto di travolgere un'imbarcazione, rivelando l'esistenza di una chiara idea di fondo la quale si sarebbe evoluta fino al concepimento de La grande onda trent'anni più tardi.
Nello stesso periodo il blu di Prussia divenne largamente accessibile, permettendo ad artisti come Hokusai di rendere la profondità e la rotondità degli oggetti senza fare affidamento sulla prospettiva lineare. Tuttavia, Hokusai si rese conto che le forme rotonde e gentili delle onde raffigurate nei suoi precedenti lavori non erano adatte a rappresentare un'onda gigante in mare aperto, la quale necessitava di maggiore impatto visivo. Alla ricerca di un effetto che potesse essere più credibile egli prese ispirazione dai dipinti della scuola Rinpa, in particolare da Hatō zu byōbu (波涛図屏風? "Onde su paravento") di Ogata Kōrin (1658-1716). Ne La grande onda di Kanagawa, a differenza dell'opera di Kōrin, l'onda viene inserita in un contesto e uno spazio, sebbene altri elementi di distrazione, presenti per esempio nelle prime rappresentazioni di Enoshima, vengano eliminati. Il design finale dell'onda, benché piuttosto semplice, è tuttavia il risultato di un lungo processo, una riflessione metodica. Le basi di questo metodo sono state dettate da Hokusai nelle sue Brevi lezioni di disegno semplificato del 1812, in cui spiega che ogni oggetto può essere disegnato sfruttando la relazione tra il cerchio e il quadrato, attraverso l'uso di un compasso e di una riga.
Alcuni anni più tardi Hokusai riprese il concetto alla base de La grande onda quando completò l'opera Il Fuji dal mare (海上の不二?, Kaijō no Fuji), per il secondo volume della serie Cento vedute del Monte Fuji. In questa stampa è presente la stessa relazione tra l'onda e il vulcano, e lo stesso scoppio di schiuma e bolle. L'immagine, tuttavia, manca di drammaticità per via dell'assenza delle barche e degli esseri umani, mentre la schiuma dell'onda si confonde con il volo degli uccelli. Mentre ne La grande onda il moto dell'onda è opposto al senso di lettura giapponese (da destra verso sinistra) ne Il Fuji dal mare l'onda e gli uccelli si muovono armoniosamente nella direzione più facilmente leggibile da un osservatore giapponese.

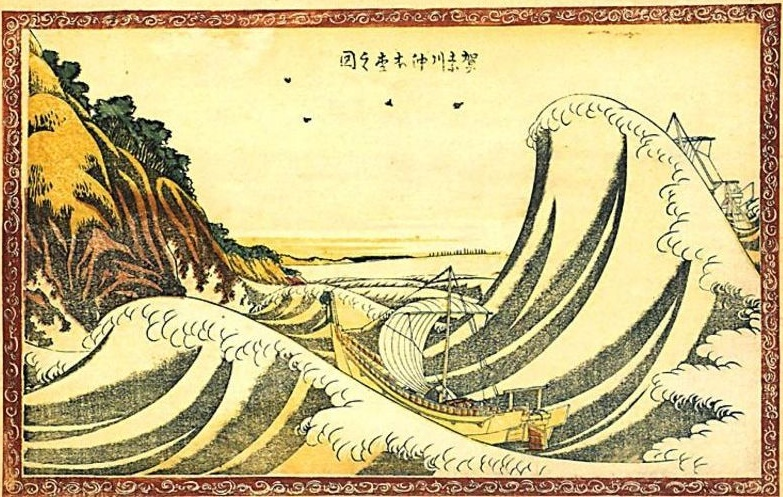
Veduta di Honmoku vicino a Kanagawa (1803).
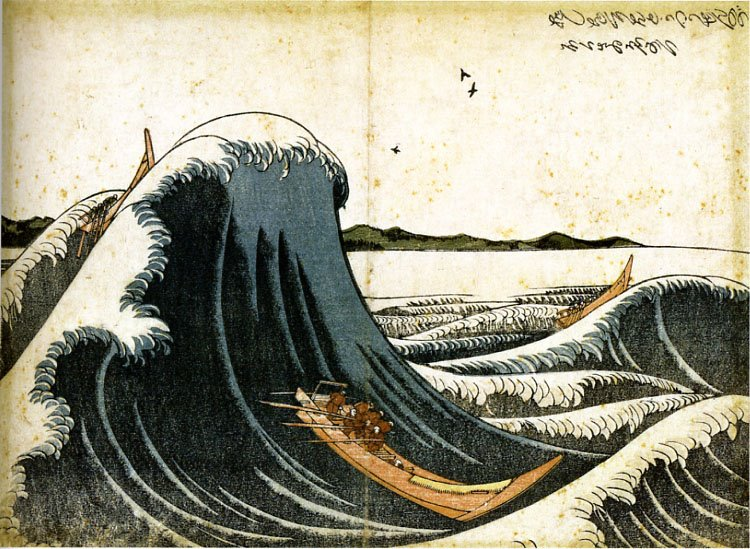
Imbarcazioni da trasporto in mezzo alle onde (1805).
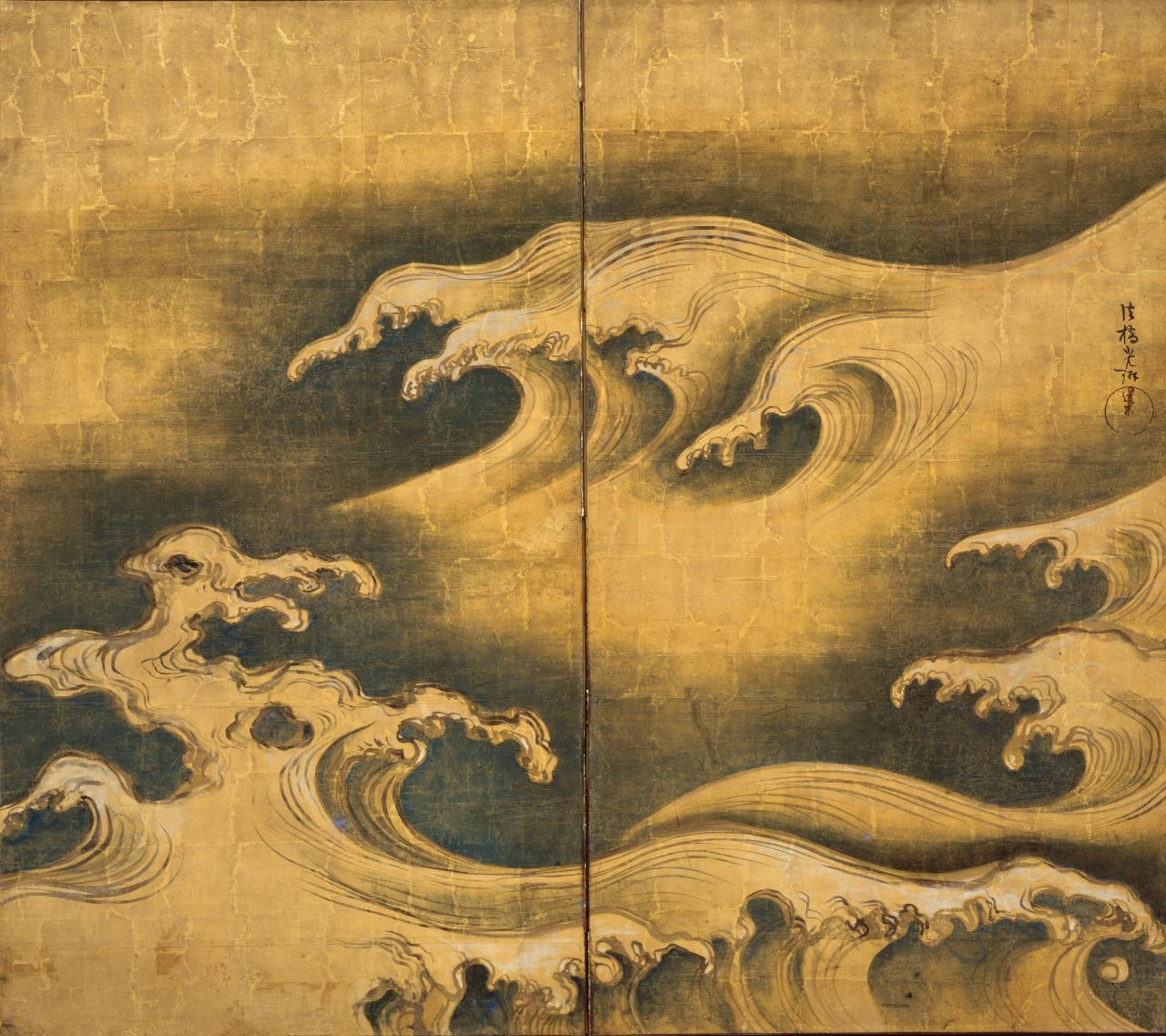
Hatō zu byōbu di Ogata Kōrin, a cui Hokusai si ispirò per il design de La grande onda.
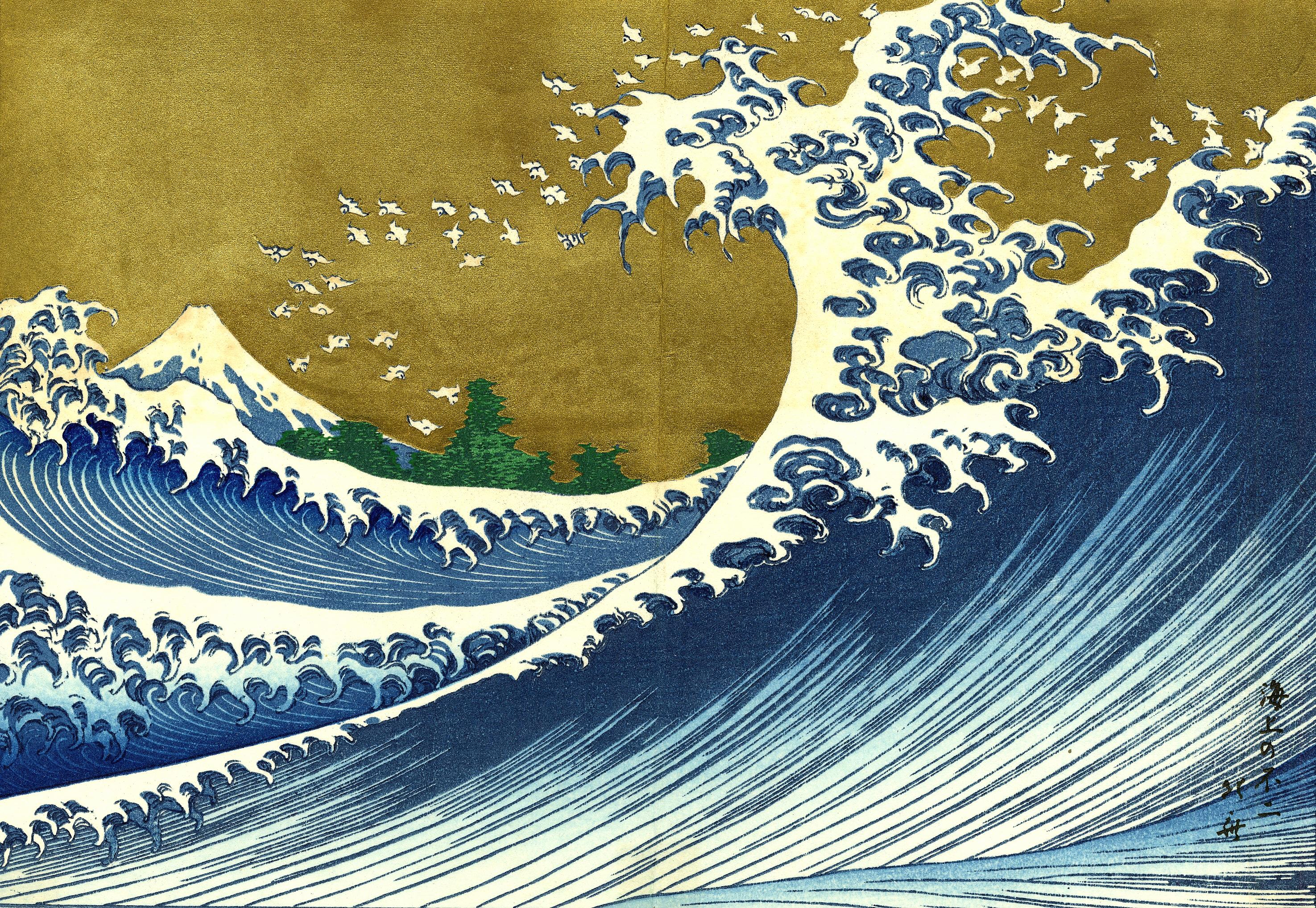
Versione a colori de Il Fuji dal mare, dal secondo volume di Cento vedute del Monte Fuji.

## Descrizione
L'immagine è stampata in formato orizzontale (横絵?, yoko-e) e le sue dimensioni seguono il modello ōban (大判?), il formato più comune tra quelli utilizzati per le stampe giapponesi: circa 25 cm di altezza e 38 cm di larghezza. La grande onda misura 25,7 cm × 37,9 cm.
La firma di Hokusai è posta nell'angolo in alto a sinistra.
La composizione è costituita da tre elementi principali: il mare in tempesta, le barche e una montagna. Hokusai adotta qui un metodo mutuato dalla pittura buddista, ovvero la composizione cinese tripartita, secondo cui a una grande forma (la barca) in primo piano, ne seguiva una minore e una ancora più piccola (il Fujiyama) sullo sfondo.

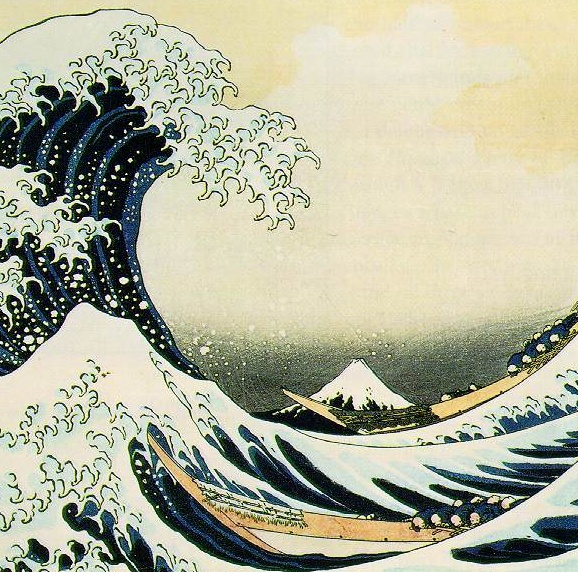
Particolare della stampa in cui è chiaramente riconoscibile il Fuji in lontananza. In primo piano le barche in balia dell'onda.

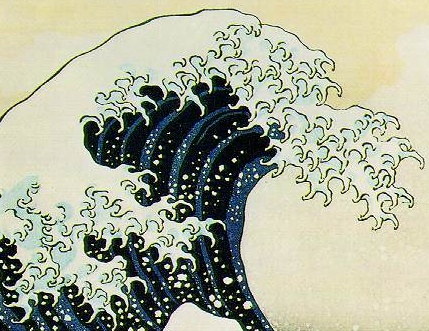
Particolare della cresta dell'onda.

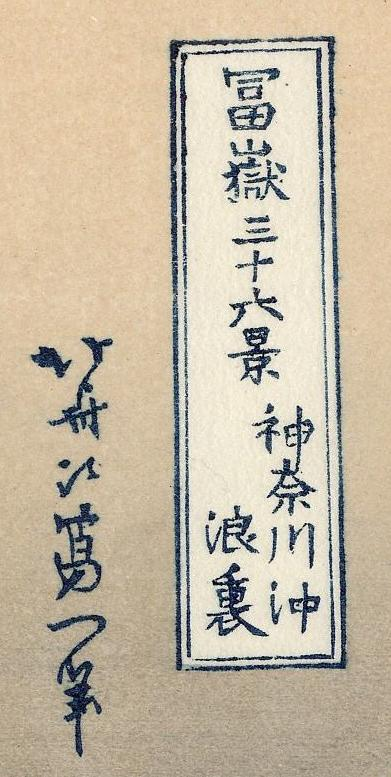
Il titolo dell'opera e la firma di Hokusai.

### La montagna
La montagna con la vetta innevata raffigurata nell'opera è il Fuji, che in Giappone è considerato alla stregua di un simbolo nazionale e rappresenta uno dei più importanti simboli religiosi del Paese. Il Fuji è un soggetto ricorrente nell'arte giapponese poiché da sempre associato alla bellezza, e occupa un ruolo centrale in molte rappresentazioni artistiche appartenenti allo stile meisho-e (名所絵? "immagini di luoghi famosi"), come nel caso della serie Trentasei vedute del Monte Fuji di Hokusai, di cui La grande onda di Kanagawa è l'opera più celebre.
Il colore scuro attorno al Monte Fuji sembra indicare che la scena sia ambientata alle prime ore del mattino, con il sole che sorge da dietro l'osservatore, illuminando la cima innevata della montagna. Benché il cumulonembo sospeso tra l'osservatore e la montagna faccia presagire l'arrivo di una tempesta, non vi è alcuna traccia di pioggia né nella scena in primo piano né in prossimità del Fuji, che a sua volta è raffigurato completamente senza nuvole.

### Le barche
Nell'immagine vi sono tre imbarcazioni chiamate oshiokuri-bune (押送船?), veloci chiatte lunghe circa 12-15 metri utilizzate per il trasporto del pesce ancora vivo dalle penisole di Izu e Bōsō ai mercati della baia di Edo. Come suggerisce il nome dell'opera, le imbarcazioni si trovano al largo del porto di Kanagawa, a sua volta adiacente alla Kanagawa-juku (l'odierna stazione di Higashi-Kanagawa a Yokohama), in passato importante punto di scalo nella strada che collegava Edo a Kyoto. Se ambientata ai giorni nostri, la scena si svolgerebbe a circa 30 chilometri a sud di Tokyo, con il Monte Fuji distante approssimativamente 90 chilometri dagli occhi dell'osservatore.
Vi sono otto vogatori per barca, afferrati ai loro remi. Altri due passeggeri stanno posizionati a prua di ciascuna barca, portando il numero totale di uomini presenti nell'immagine a trenta. Indossano una veste color indaco chiamata samue (作務衣?), da cui si può presumere che la scena sia ambientata in una giornata primaverile, in quanto tali abiti da lavoro erano indossati solitamente in primavera e in autunno, con la differenza che nella stagione autunnale le vesti erano di colore marrone.

### Il mare e le onde
Il mare è l'elemento predominante della composizione, rappresentato nella forma di un'onda che si estende per tutta la scena nel momento prima di infrangersi. Il disegno cattura l'istante in cui l'onda forma una spirale quasi perfetta il cui centro passa per quello dell'immagine, dando la possibilità di vedere il Fuji sullo sfondo.
Benché a volte venga ritenuta uno tsunami, l'onda è, come suggerisce il titolo dell'opera, molto più probabilmente una grande onda anomala, una oki nami (沖浪? "onda in mare aperto") o, ancora, un treno di onde di relativa breve lunghezza, considerando quella che sembra essere la pendenza finale di un'altra grande onda nella parte destra del disegno. Tuttavia non è possibile scartare a priori l'ipotesi di un maremoto soltanto analizzando l'immagine.
Prendendo la stazza delle imbarcazioni come riferimento e in considerazione il fatto che Hokusai ridusse la scala verticale dell'opera del 30%, è possibile trarre un'approssimazione delle dimensioni dell'onda più grande, la cui altezza stimata è di circa 10-12 metri.

### La firma
Ne La grande onda di Kanagawa compaiono due scritte. La prima, il titolo dell'opera, si trova all'interno di un riquadro rettangolare in alto a sinistra in cui si legge: Fugaku sanjūrokkei Kanagawa oki nami ura (冨嶽三十六景 神奈川冲 浪裏?), che significa "Trentasei vedute del Monte Fuji / al largo di Kanagawa / sotto un'onda". La seconda scritta è posta alla sinistra del riquadro e si tratta della firma dell'artista: Hokusai aratame Iitsu hitsu (北斎改为一笔?) che può essere tradotto come "Dal pennello di Hokusai, che cambiò il nome in Iitsu".
Hokusai è noto per aver utilizzato durante la sua esistenza almeno una trentina di pseudonimi. Sebbene l'uso di nomi diversi fosse una pratica comune tra gli artisti giapponesi del tempo, il numero che egli utilizzò supera di gran lunga quello di qualsiasi altro grande artista giapponese. La scelta di cambiare il proprio pseudonimo così frequentemente è spesso legata ai cambiamenti nella sua produzione artistica e nello stile, ed è utilizzata dagli storici d'arte per suddividere la sua vita in determinati periodi. Nella serie Trentasei vedute del Monte Fuji Hokusai usa quattro differenti firme, cambiandole a seconda delle diverse fasi del lavoro: Hokusai aratame Iitsu hitsu, Zen Hokusai Iitsu hitsu, Hokusai Iitsu hitsu e Zen saki no Hokusai Iitsu hitsu.

### Copie dell'opera

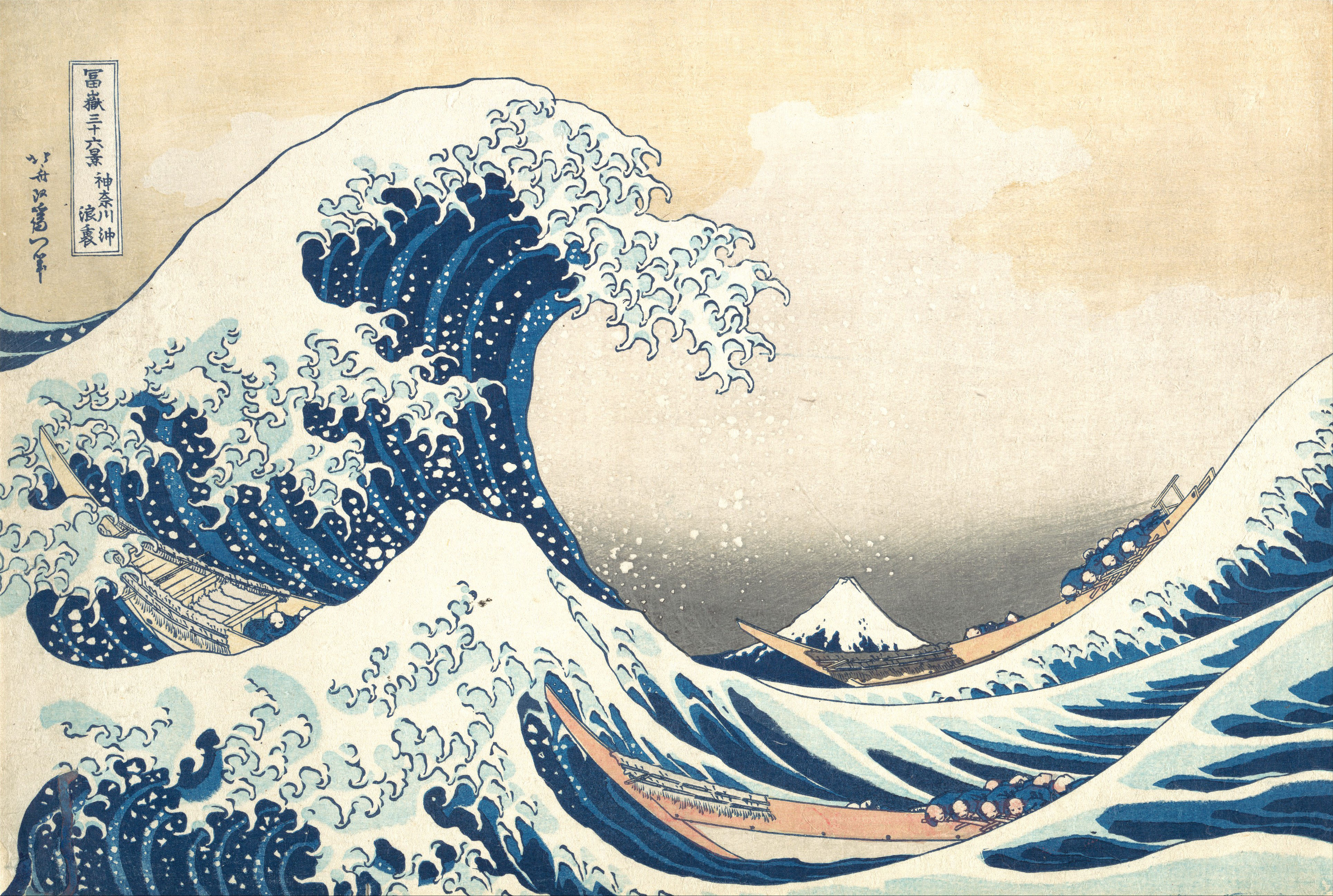
La copia conservata al Metropolitan Museum of Art di New York.

Dal momento che la serie si dimostrò un successo sin dal primo momento della sua pubblicazione, la stampa delle copie continuò fino a quando i blocchi non iniziarono a mostrare notevole usura. È probabile che i blocchi originali permisero di stampare circa 5 000 copie. Il prezzo di una di queste si aggirava sui 16 mon, l'equivalente di una doppia porzione di noodles.
È possibile determinare il grado di usura dei blocchi al momento della stampa di una copia esaminando due punti caratteristici. Il primo si trova dietro la barca più a destra dell'immagine; nelle stampe prodotte da blocchi usurati la linea del mare non è continua. Il secondo è invece alla sinistra del riquadro della firma, dove le linee che lo formano dovrebbero essere continue.
Un altro aspetto da considerare nel giudicare lo stato di conservazione delle stampe è il colore del cielo nella parte superiore. Copie in buono stato, come nel caso di quella conservata al Metropolitan Museum, mantengono il colore del cielo come dovrebbe essere, con un contrasto marcato tra le nuvole.
Dato che molte delle riproduzioni sono andate perdute durante la storia, sopravvivono poche copie in buono stato di conservazione e prodotte quando i blocchi erano in buona condizione: alcune di queste è possibile trovarle conservate in svariati musei sparsi per il mondo, tra cui il Metropolitan Museum of Art di New York, la Biblioteca del Congresso e la Sackler Gallery di Washington, il LACMA, il Museum of Fine Arts di Boston, il Minneapolis Institute of Arts, il RISD Museum di Rhode Island, l'Art Institute of Chicago, l'Honolulu Museum, il British Museum di Londra, il Rijksmuseum di Amsterdam, il Victoria and Albert Museum di Londra, la National Gallery of Victoria di Melbourne, il Museo d'arte orientale di Torino, la Casa Museo Palazzo Maffei a Verona, il Museo Guimet e la Biblioteca nazionale di Francia di Parigi.
Molte di queste copie appartenevano alle grandi collezioni private del XIX secolo, e vennero donate successivamente ai musei. Per esempio la copia custodita dal Metropolitan Museum of Art proviene dalla collezione privata di Henry Osborne Havemeyer, e fu donata al museo dalla signora Havemeyer nel 1929. Allo stesso modo, la copia conservata alla Biblioteca nazionale di Francia fu acquistata nel 1888 dalla collezione privata di Samuel Bing. Quanto alle copie del Museo Guimet e del Minneapolis Institute of Arts, esse provengono rispettivamente dalle eredità di Raymond Koechlin e Richard P. Gale. Una copia appartenuta alla collezione di Claude Monet, invece, si trova ancora a Giverny, in Francia.
Nel 2003 la copia facente parte della collezione di Huguette Beres fu venduta all'asta, raggiungendo la cifra di 23 000 euro, mentre l'anno precedente le quarantasei stampe della serie Trentasei vedute del Monte Fuji furono messe all'asta alla Sotheby's per una cifra vicina a 1 350 000 euro.

## Stile

### Espressione dell'artista

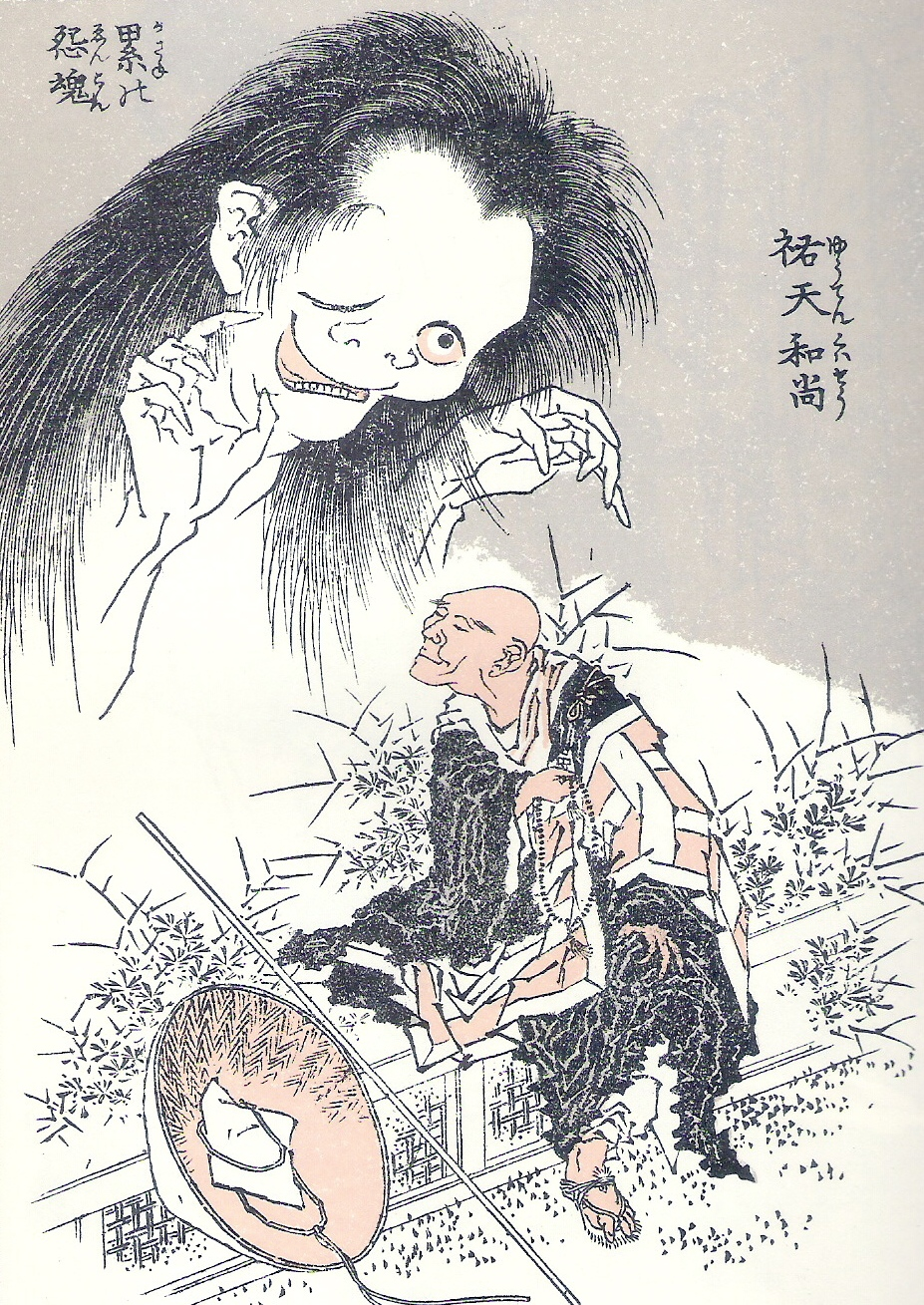
Disegno tratto da Hokusai manga dove un fantasma minaccia un essere umano nello stesso modo in cui l'onda minaccia i pescatori.

La grande onda di Kanagawa può essere considerata l'immagine iconica della moderna contrapposizione tra forza della natura e fragilità dell'uomo: l'abilità di Hokusai in questa stampa risiede infatti nella raffigurazione della natura, rappresentata dall'onda gigante, che appare come una forza violenta pronta a inghiottire gli uomini, i quali a loro volta rappresentano la secolarità della vita che si contrappone all'indifferenza e alla religiosità del Monte Fuji.
Attraverso la rappresentazione dell'onda in modo così drammatico l'autore intendeva, secondo alcune ipotesi, catturare il sentimento di disagio di una nazione costretta a vivere circondata dall'acqua, così come il primordiale terrore dell'uomo per il mare. La storica di arte giapponese Christine Guth e l'esperto di cultura giapponese Donald Keene sostengono che l'opera risenta dell'influenza del periodo storico in cui questa fu realizzata e suggeriscono che l'onda potrebbe rappresentare una sorta di barriera simbolica posta a protezione del Giappone, in un momento della storia in cui i giapponesi iniziavano a preoccuparsi delle possibili incursioni straniere (vigeva infatti la politica isolazionista nota come sakoku), ma allo stesso tempo potrebbe simboleggiare il desiderio incombente degli stessi di viaggiare e spostarsi all'estero. Essa viene rappresentata come un'onda mostruosa e fantasmagorica, come uno scheletro bianco che minaccia i pescatori con i suoi "artigli" di spuma. Difatti se si esamina la parte sinistra della schiuma dell'onda essa evoca più una mano artigliata pronta ad afferrare i pescatori che non la schiuma di una normale onda. Questa visione fantastica dell'onda ricorda che Hokusai fu un maestro del genere fantastico giapponese, come dimostrato dai fantasmi disegnati nei suoi Hokusai manga. Tra il 1831 e il 1832 egli iniziò a trattare il tema del soprannaturale in modo più esplicito con la pubblicazione di Hyaku monogatari (百物語? "Cento racconti [di fantasmi]").
L'immagine ricorda molte altre opere dell'artista: la silhouette dell'onda evoca un drago gigante, drago che Hokusai era solito disegnare spesso, anche affiancato al Fuji. L'onda può essere considerata altresì come la rappresentazione spettrale della morte che, arroccata sopra i marinai condannati, allunga e ritrae le sue braccia come fa il polipo con i suoi tentacoli, un animale che compare sovente nei suoi manga e nelle sue opere erotiche.

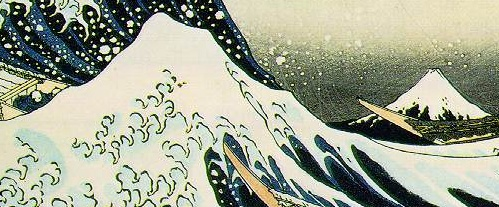
Particolare dell'opera in cui è possibile notare la riproposizione della forma conica del Fuji tra le onde.

In quest'opera tuttavia la sacralità della montagna e la forza prorompente dell'onda possono essere poste sullo stesso piano: entrambe sono caratterizzate dall'uso dei colori bianco e blu, i quali sono simbolicamente legati alle forze elementali del fuoco e dell'acqua, in una trasposizione del potenziale delle eruzioni vulcaniche e dei conseguenti tsunami. Va altresì osservato che la forma del Fuji viene riproposta all'interno delle onde stesse. La ripetizione delle forme è ancora più evidente nella superficie dell'acqua, la quale presenta una fitta trama di piccoli riccioli. Questi, presenti in gran numero nella spuma della grande onda, generano altri riccioli che si ripresentano anche nelle onde più piccole, riprendendo l'immagine dell'onda madre. Queste decomposizioni frattali possono essere considerate come una rappresentazione dell'infinito.

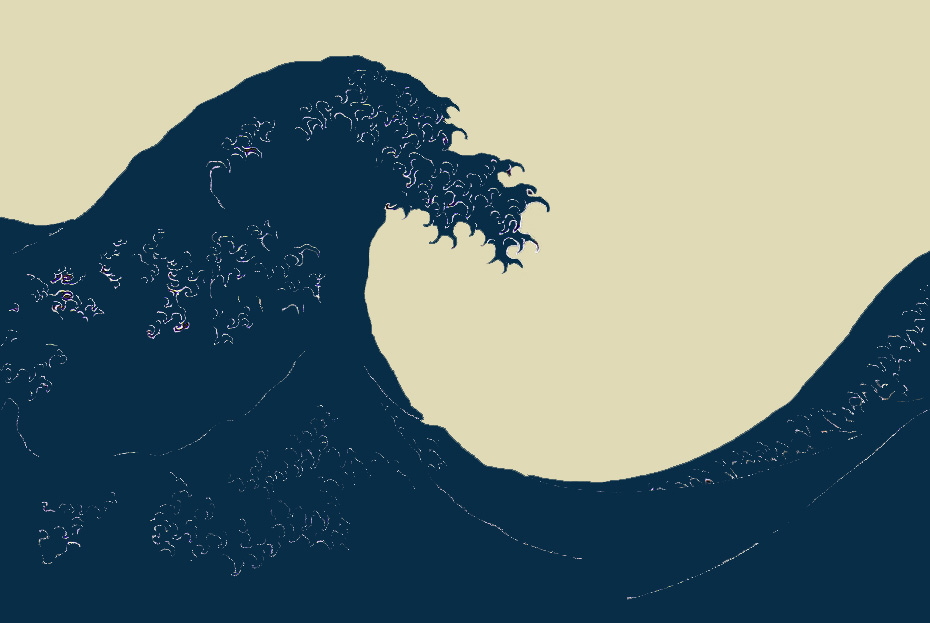
La grande onda ridotta a due forme simmetriche intrecciate che si oppongono e si completano come lo yin e lo yang.

Hokusai fa inoltre uso della tecnica della prospettiva per rendere la profondità dello spazio, generando un forte contrasto tra lo sfondo e il primo piano. Gli elementi principali che occupano interamente lo spazio visivo, la violenza della grande onda che si oppone alla serenità dello sfondo vuoto, ricordano da vicino il simbolo dei principi yin e yang della concezione taoista del cosmo, con l'uomo impotente che lotta nel mezzo, ma è possibile osservare anche un'allusione al buddhismo (le cose fatte dall'uomo sono effimere come le barche spazzate via dall'onda gigantesca) e allo shintoismo (l'onnipotenza della natura). Il concetto alla base di yin e yang viene usato anche per descrivere il contrasto tra la violenza dell'onda e la calma apparente dei pescatori davanti al pericolo. Inoltre, la curvilineità delle forme delle onde, del Fuji e anche delle barche trasmette all'osservatore una sensazione di fluidità e continuo movimento che accomuna l'intera immagine, alludendo alla fondamentale idea taoista del mutamento responsabile degli andamenti del mondo.

### Senso di lettura

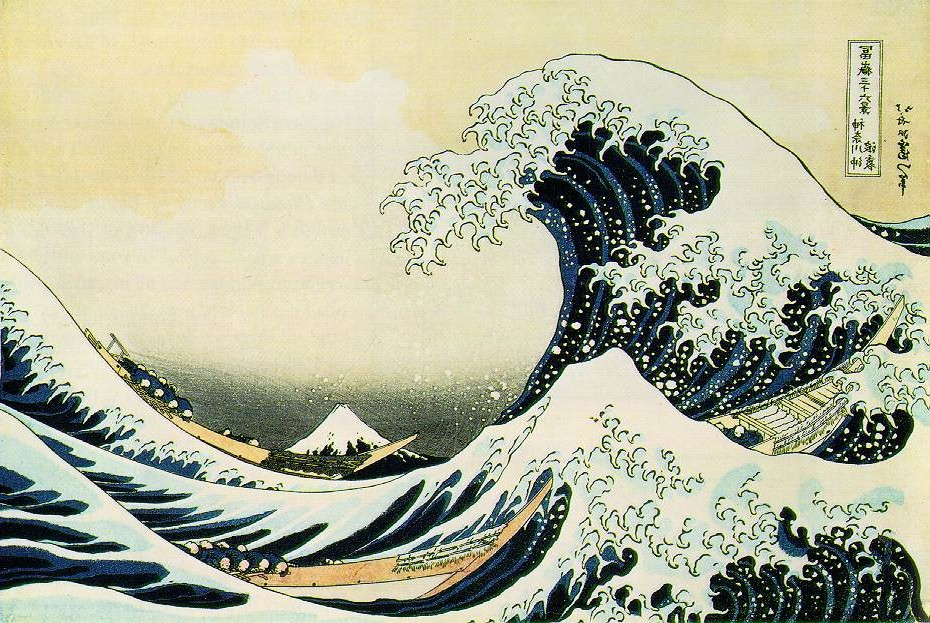
Versione speculare de La grande onda che permette a un osservatore occidentale di fruire dell'immagine nella stessa maniera di un osservatore giapponese.

Per dare ulteriore enfasi drammatica all'opera, Hokusai disegnò l'onda nell'atto di spostarsi da sinistra a destra, in contrasto con il modo in cui i giapponesi sono abituati a leggere le immagini. Negli emakimono gli artisti ricorrevano spesso a questo stratagemma per stupire il lettore, e Hokusai ne riprese il concetto utilizzando l'onda quale elemento di sorpresa. Ne La grande onda i pescatori si trovano al largo della costa di Kanagawa, di ritorno da Edo, probabilmente dopo aver venduto i loro pesci. Le loro barche non fuggono dall'onda, bensì le vanno incontro, poiché è quella la direzione che devono seguire per raggiungere la loro meta.
Dal punto di vista di un giapponese, da destra a sinistra, l'immagine è forte, e l'idea di un'onda che minaccia i pescatori molto realistica. Per un occhio occidentale, abituato a leggere le immagini da sinistra verso destra, il senso di sorpresa viene meno in quanto l'onda verrà erroneamente interpretata come soggetto principale data la sua posizione a sinistra nell'immagine.

### Influenza occidentale sull'opera: la prospettiva

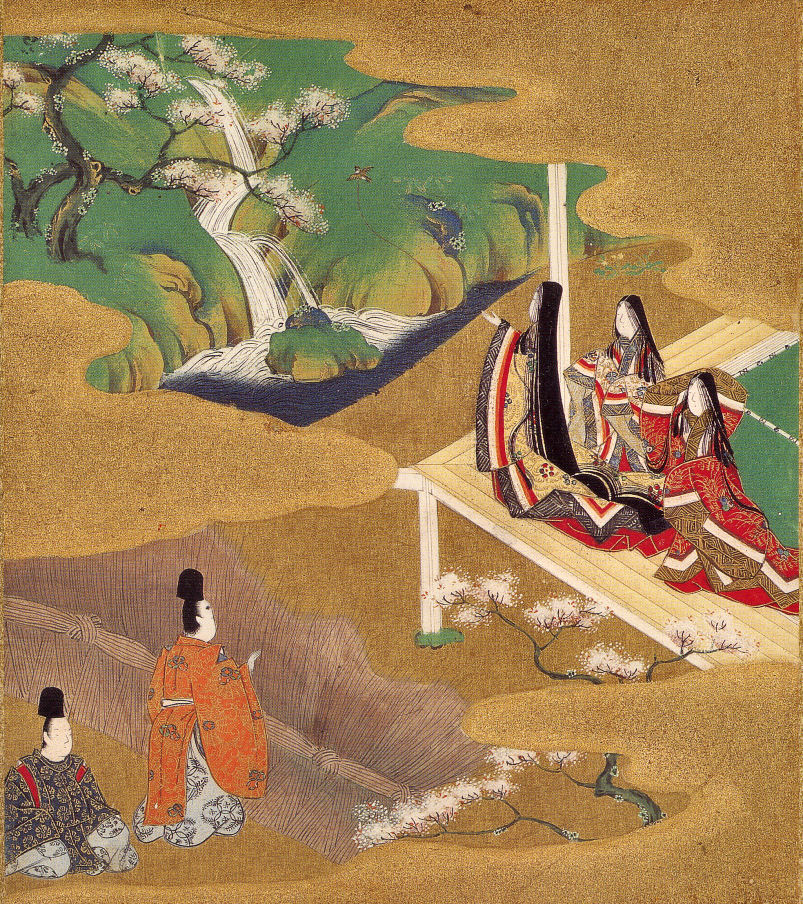
Esempio di uso della prospettiva giapponese tradizionale in questa illustrazione tratta da Genji monogatari (XVII secolo).

Nella pittura tradizionale giapponese, e più in generale in quella dell'Estremo Oriente, la rappresentazione della prospettiva come era intesa dagli occidentali non esisteva. Come nell'Antico Egitto, le dimensioni degli oggetti o dei personaggi non dipendeva dalla loro vicinanza o lontananza, ma piuttosto dalla loro importanza all'interno del contesto dell'immagine: in un paesaggio, il rappresentare i personaggi più grandi rispetto agli alberi e le montagne intorno faceva intendere che i protagonisti dell'opera fossero i primi, oltre a far sì che l'attenzione dell'osservatore si monopolizzasse su di essi. Il concetto di punto di fuga non esisteva.
La tecnica della prospettiva, utilizzata nella pittura occidentale a partire dai lavori di Paolo Uccello e Piero della Francesca, arrivò in Giappone nel XVIII secolo attraverso le incisioni su rame occidentali (soprattutto olandesi) importate dai commercianti dal porto di Nagasaki. I primi tentativi di copiare l'uso della prospettiva occidentale furono ad opera di Okumura Masanobu e soprattutto di Utagawa Toyoharu, che nel 1750 produsse alcune incisioni in prospettiva raffiguranti i canali di Venezia o le rovine di Roma antica.
Grazie ai lavori di Toyoharu, la stampa paesaggistica giapponese ne uscì profondamente influenzata, continuando a evolversi grazie alle opere di Hiroshige (allievo di Toyoharu tramite Toyohiro) e Hokusai. Quest'ultimo incominciò a prendere confidenza con la tecnica della prospettiva a partire dal decennio 1790 attraverso lo studio dei lavori di Kōkan. Tra il 1805 e il 1810 pubblicò la serie intitolata Immagini a specchio in stile olandese - Otto vedute di Edo.
Alcuni studiosi sostengono che La grande Onda non rappresenti appieno la pittura giapponese in quanto risentirebbe troppo degli influssi europei e, probabilmente, non avrebbe avuto così tanto successo in Occidente se il pubblico non avesse avuto già una certa familiarità con questo tipo di opere. In un certo senso essa può essere considerata come un'opera occidentale vista attraverso gli occhi di un giapponese. Lo studioso di arte giapponese Richard Douglas Lane scrisse che «gli occidentali che si trovano di fronte a delle opere giapponesi per la prima volta, saranno tentati di scegliere uno tra [...] Hokusai e Hiroshige quale rappresentante del meglio dell'arte giapponese, senza rendersi conto che ciò che più ammirano è proprio questa parentela nascosta con la tradizione occidentale che provoca loro confusione».

### La "rivoluzione blu"

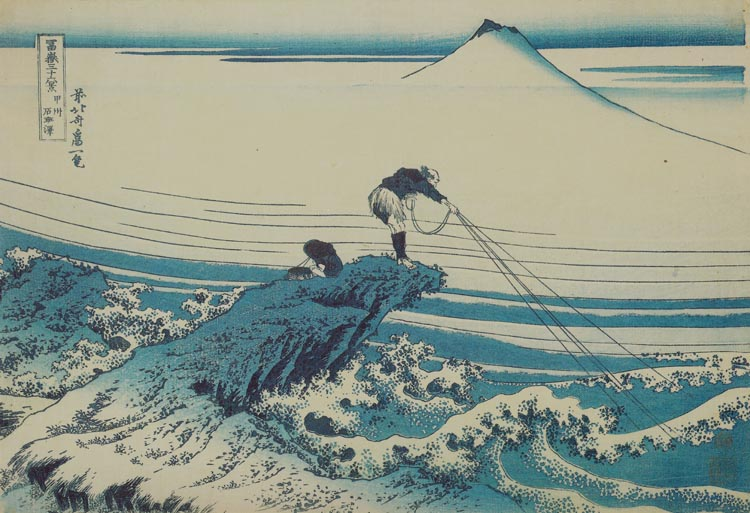
Versione in stile aizuri-e della stampa Il pescatore di Kajikazawa (甲州石班沢, Kōshū Kajikazawa) tratta dalla serie Trentasei vedute del Monte Fuji.

A partire dal decennio 1830 ebbe luogo una vera e propria "rivoluzione blu" nelle stampe di Hokusai, per via dell'ampio ricorso all'uso del pigmento sintetico conosciuto come blu di Prussia. Tale pigmento, noto in Giappone come bero (ベロ?) o berorin-ai (ベロリン藍? "blu di Berlino"), iniziò a essere importato dai Paesi Bassi a partire dal 1820, diventando largamente accessibile dal 1829. Prima di questo periodo gli unici pigmenti blu disponibili per la stampa artistica erano coloranti organici che sbiadivano rapidamente una volta esposti alla luce.
L'importanza dell'aggiunta del blu nella tavolozza dell'artista, particolarmente efficace nel rendere la profondità dell'acqua e la distanza atmosferica, era tale che Hokusai concepì la sua importante serie sul Monte Fuji con il solo utilizzo del blu. In un'inserzione pubblicitaria datata 1831 ad opera dell'editore di Hokusai, Yohachi Nishimuraya, la serie venne presentata come interamente realizzata con lo stile aizuri-e (藍摺絵? "immagini stampate in blu"). Difatti solo nove o dieci stampe della serie possono essere catalogabili sotto questo stile mentre tutte le altre, compresa La grande onda, posseggono altri colori che variano dal bruno-rossastro al giallo, passando per il beige. Il colore predominante de La grande onda rimane comunque il blu, utilizzato non solo per l'onda ma anche per il Monte Fuji.
La pubblicazione delle stampe della serie continuò fino all'anno 1832 o 1833, per un totale di quarantasei xilografie, se si comprendono le dieci supplementari. Queste ultime sono caratterizzate dall'assenza del blu di Prussia e dall'uso dell'inchiostro sumi per il disegno dei contorni, com'era consuetudine. Le dieci stampe sono conosciute con il nome di Ura Fuji (裏不二? "Fuji visto da dietro").

## Tecnica

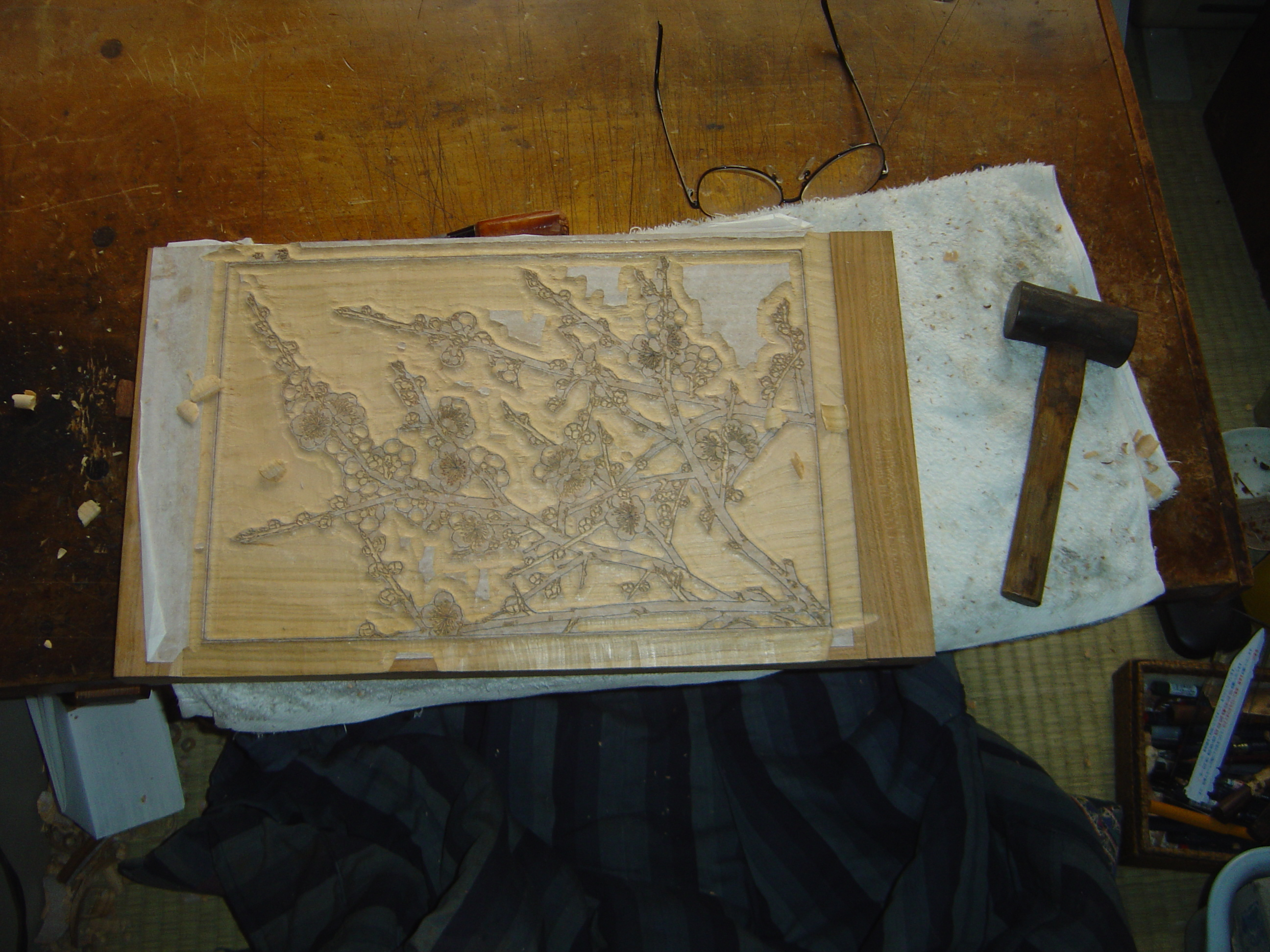
Blocco di legno recante i tratti di contorno del disegno finale nel corso dell'intaglio. Si noti come il disegno originale, incollato al blocco, venga distrutto nel processo di incisione.

Lo stile utilizzato nella realizzazione della Grande onda di Kanagawa è l'ukiyo-e (浮世絵? "immagine del mondo fluttuante"), un genere di stampa artistica giapponese su blocchi di legno fiorita nel periodo Edo, tra il XVII e il XX secolo. Tale tecnica fu introdotta in Giappone dalla Cina nell'VIII secolo, venendo utilizzata a partire da questo periodo per l'illustrazione di testi buddhisti e, dal XVII secolo, per la raffigurazione artistica di poemi e romanzi.
Lo stile ukiyo-e conobbe la sua consacrazione proprio nel XVII secolo attraverso la rappresentazione della vita della città, in particolare delle attività degli strati più bassi della società quali mercanti, artisti, rōnin e cortigiane, che andavano sviluppando una propria cultura e arte nelle città di Edo (oggi Tokyo), Osaka e Kyoto, in un movimento che a posteriori avrebbe preso il nome di ukiyo, il "mondo fluttuante". Nel 1661 lo scrittore Asai Ryōi nel suo libro Racconti del mondo fluttuante (浮世物語?, Ukiyo monogatari) descrisse per la prima volta tale movimento come il saper «vivere momento per momento, volgersi interamente alla luna, alla neve, ai fiori di ciliegio e alle foglie rosse degli aceri, cantare canzoni, bere sakè, consolarsi dimenticando la realtà, non preoccuparsi della miseria che ci sta di fronte, non farsi scoraggiare, essere come una zucca vuota che galleggia sulla corrente dell'acqua». Nella sua connotazione antica la parola è invece carica dei concetti buddhisti che sottolineano la realtà di un mondo in cui l'unica cosa certa è l'impermanenza di tutte le cose, oltre a essere un'allusione ironica al termine omofono "mondo della sofferenza" (憂き世?), il ciclo continuo di morte e rinascita al quale i buddhisti cercavano di sottrarsi.
Grazie al successo della letteratura ukiyo e delle stampe, la popolazione iniziò a prendere sempre più confidenza con i movimenti artistici. Attorno alla metà del XVII secolo gli artisti iniziarono a riprodurre nelle opere ciò che accadeva all'interno dei quartieri del piacere e dei teatri kabuki, o durante i matsuri e i viaggi. Ciò contribuì a rendere particolarmente popolari guide turistiche e altri manuali, al cui interno era mostrato il meglio delle città e delle campagne circostanti grazie all'ausilio delle stampe.
Intorno al 1670 apparve il primo grande maestro dello stile ukiyo-e: Hishikawa Moronobu. Egli iniziò a produrre stampe su foglio singolo rappresentanti fiori, uccelli, forme femminili bijin-ga e scene erotiche conosciute come shunga. Questo tipo di stampa prevedeva l'uso di inchiostro nero su foglio bianco, con i colori che venivano aggiunti a mano in un secondo momento. Verso la fine del XVIII secolo la modernizzazione delle tecniche permise la realizzazione delle prime stampe policrome, grazie a una tecnica nota come nishiki-e (東錦絵?).
Il procedimento che portava alla creazione delle stampe vedeva la collaborazione di diversi specialisti, ciascuno dei quali aveva un compito specifico: per prima cosa il disegnatore (絵師?, eshi) creava l'immagine originale (版下絵?, hanshita-e) in inchiostro (墨?, sumi) direttamente su un sottile strato di carta fatta a mano. Dopodiché un incisore (彫師?, horishi) incollava il disegno a faccia in giù su un blocco di legno, intagliando le parti in cui la carta era bianca, lasciando così il disegno in evidenza sul blocco e distruggendo l'originale. Una volta creati tanti blocchi quanti colori sarebbero stati presenti nell'opera finale, un addetto alla stampa (摺師?, surishi) si occupava di inchiostrarli e di imprimerli sulla carta sfregando sul retro dei fogli uno specifico attrezzo chiamato baren (馬楝?). Tale sistema permetteva di aggiungere diverse tonalità di colori alle stampe. I blocchi consentivano tirature altissime di ciascuna immagine, nell'ordine delle migliaia, prima che si logorassero.
Raramente l'artista partecipava al processo di incisione dei propri blocchi di legno. Ciò nonostante il suo nome e quello dell'editore (版元?, hanmoto, colui che commissionava l'opera e ne giudicava la qualità finale) erano gli unici a essere accreditati come autori nell'opera finita.
Benché in Giappone non esistesse nessuna legge sulla proprietà intellettuale prima del periodo Meiji (1868-1912), vi era comunque un senso di appartenenza e dei diritti da parte di coloro che producevano le stampe. Piuttosto che appartenere agli artisti, i blocchi erano da considerarsi di proprietà degli editori, che potevano fare di essi ciò che volevano. Gli editori possedevano anche il diritto di vendere ad altri editori i propri blocchi.

## Influenza dell'opera sull'arte occidentale
Alla metà del XIX secolo il Giappone uscì finalmente dal suo periodo di autoisolazionismo e permise alla sua arte di giungere in Europa. La visione artistica dell'Estremo Oriente era totalmente differente e andava in contrasto con le convenzioni della pittura europea dell'epoca: fu così che fiorì il giapponismo. Tra gli artisti più importanti che influenzarono maggiormente l'arte occidentale vi furono Hokusai, Hiroshige e Utamaro.
Le prime mostre di arte giapponese ebbero luogo in Francia, dove piccoli gruppi di appassionati (tra cui Edmond e Jules de Goncourt) esponevano al pubblico le loro opere acquistate in quel di Parigi. Félix Bracquemond, uno dei precursori del giapponismo, fu il primo artista europeo a tentare di emulare lo stile caratteristico delle opere giapponesi. Nel 1856, dopo essersi procurato uno dei volumi dei manga di Hokusai, ne copiò i disegni su ceramica. Poi, durante l'Esposizione universale del 1867, la prima a cui il Giappone partecipò ufficialmente, si vendettero opere d'arte giapponesi per 1.300 pezzi, lanciando definitivamente la moda dell'arte del Sol Levante in Europa. Dato che gli intellettuali statunitensi non condividevano il gusto per l'arte degli europei, in particolare dei francesi, i quali vedevano nello stile ukiyo-e la manifestazione suprema dell'arte giapponese, questo movimento artistico si diffuse soprattutto nel Vecchio continente, trasformandosi in una nuova forma di ispirazione per gli artisti impressionisti. Nel 1872, Philippe Burty fu il primo a riconoscere l'esistenza di un nuovo movimento artistico e a identificarlo con il termine "giapponismo" in alcuni articoli della rivista Renaissance litteraire et artistique. Una retrospettiva sull'arte giapponese si tenne all'Esposizione universale del 1878, periodo in cui Hayashi Tadamasa, insieme a Samuel Bing, divenne il principale portavoce dell'arte giapponese in Francia e in tutta Europa.

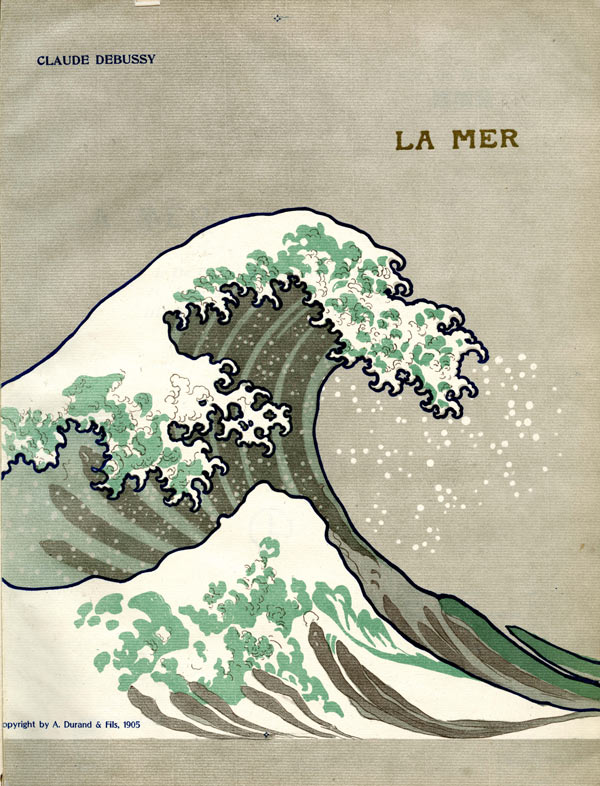
Copertina della partitura originale de La Mer di Debussy.

Considerata l'opera più famosa del suo genere, La grande onda di Kanagawa finì per influenzarne altre di pari importanza: nel 1871 Claude Monet iniziò a collezionare stampe giapponesi, fino a raccogliere duecentotrentuno opere di trentasei artisti differenti, tra cui Hiroshige, Utamaro e lo stesso Hokusai. Di quest'ultimo possedeva nove stampe della serie Trentasei vedute del Monte Fuji, inclusa La grande onda. È probabile che egli sia stato influenzato da queste stampe soprattutto nella scelta di alcuni motivi, nella composizione e nella luce dei suoi dipinti, come è possibile osservare nella serie Le Ninfee. Henri Rivière, disegnatore, incisore e acquarellista, nonché uno degli animatori de Le Chat noir, fu uno degli artisti che più risentì dell'influenza di Hokusai: egli pubblicò nel 1902 una serie di litografie intitolata Les 36 vues de la Tour Eiffel, in omaggio alla serie di Hokusai. Grande collezionista di stampe giapponesi, acquistò numerose opere da Bing, Tadamasa e Florine Langweil, riuscendo a procurarsi anche una copia de La grande onda, da cui trasse ispirazione per la realizzazione di due serie di xilografie raffiguranti paesaggi della Gran Bretagna, luogo in cui viveva al tempo. Una di queste stampe, Vague frappant le rocher et retombant en arceau, parte della serie La Mer, études de vagues, raffigura la schiuma della cresta di un'onda in un modo molto simile alla composizione di Hokusai.
Da La grande onda trassero ispirazione altresì Rainer Maria Rilke, con la sua Der Berg, e Claude Debussy. Quest'ultimo, appassionato di mare e stampe orientali, possedeva una copia dell'opera di Hokusai nel suo studio. Da questa trasse ispirazione per la composizione della sua opera La Mer, chiedendo espressamente che La grande onda venisse raffigurata nella copertina della partitura, sull'edizione originale del 1905.
L'arte di Hokusai, nonostante fosse stata fortemente influenzata dall'arte e dalla tecnica occidentali, riuscì a sua volta a diventare una fonte di ringiovanimento per l'arte occidentale grazie all'ammirazione che seppe suscitare negli astisti impressionisti e post-impressionisti.

## Nella cultura di massa

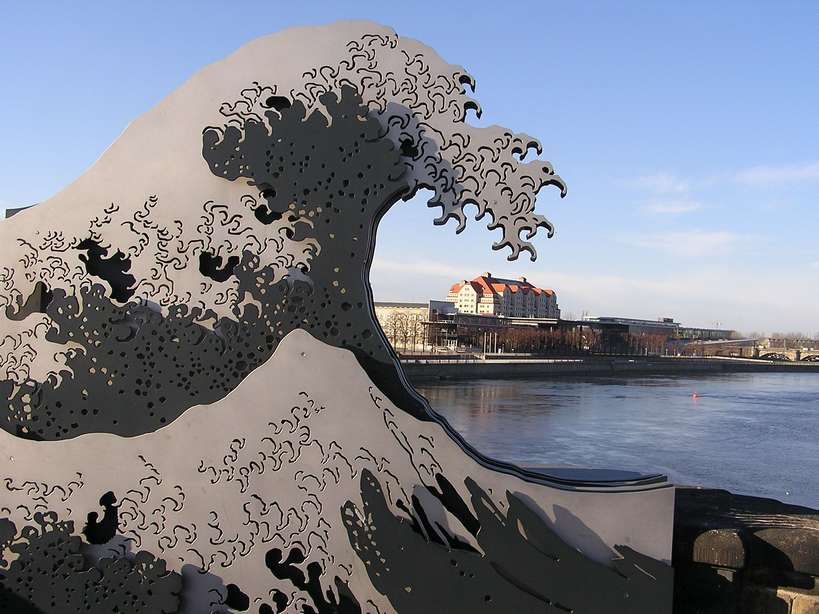
La scultura Die Woge di Tobias Stengel a Dresda.

Dal XX secolo l'immagine de La grande onda, grazie alla sua enorme popolarità e al fatto che si trovi nel pubblico dominio, si è diffusa prorompentemente nella cultura di massa, diventando oggetto di numerose riproduzioni utilizzate nella pubblicità, nell'arte o per oggetti di uso quotidiano.
Nel campo dell'arte i più famosi riferimenti all'opera si trovano nelle sculture Die Woge di Tobias Stengel (a Dresda) e Hokusai 20 ft. di Jeffery Laudenslager (ad Atlanta). L'artista giapponese Nana Shiomi creò due xilografie ispirandosi all'opera di Hokusai intitolandole Hokusai's Wave (Left): Happy Dog e Hokusai's Wave (Right): Happy Carp, mentre la coppia di artisti noti come Kozyndan realizzarono una versione dell'opera intitolata Uprisings, la cui particolarità sta nella cresta dell'onda formata da conigli bianchi. Questa venne utilizzata nella copertina dell'album discografico As/Is di John Mayer, pubblicato nel 2004. Una versione dell'onda appare altresì sulla copertina dell'album del 1991 Strange Free World della band Kitchens of Distinction.
Nella moda l'immagine dell'onda è stata utilizzata dall'azienda di abbigliamento Quiksilver come fonte d'ispirazione per il logo, mentre la fashion designer Hanae Mori la utilizzò nel 2003 per la sua linea di abbigliamento personalizzata.
La grande onda appare anche come scenario nel videogioco per Wii Muramasa: The Demon Blade, oltre a essere una delle emoji disponibili per i sistemi operativi macOS e iOS della Apple. Alla grande onda di Hokusai si ispirano anche i fondelli di molti degli orologi sub prodotti da Seiko, sui quali, compare in forma stilizzata e spesso in rilievo.
Sull'opera sono stati girati anche diversi documentari e speciali televisivi, come per esempio La menace suspendue: "La Vague", documentario in francese del 2000 a cura di Alain Jaubert, una puntata della serie di documentari della BBC The Private Life of a Masterpiece, andata in onda il 17 aprile 2004, e una puntata della serie di documentari radiofonici A History of the World in 100 Objects, trasmessa da BBC Radio 4 nel settembre 2010 in collaborazione con il British Museum.